# فهرست یادمان‌های ابن سینا
این مقاله فهرستی است از یادمان‌های ابن سینا. هزاران خیابان و میدان و مدرسه و چیزهای دیگر در سراسر دنیا به نام ابن سینا نام‌گذاری شده‌است.

## جای‌ها

### اماکن

#### گورگاه
- آرامگاه بوعلی‌سینا
- موزه بوعلی‌سینا

#### دانشگاه‌ها
- دانشگاه بوعلی سینا
- کالج طبی ابن سینا
- دانشگاه دولتی طبی تاجیکستان
- کالج بین‌المللی ابن سینا
- دانشکدهٔ پزشکی ابن سینا در بنگلادش[۱]
- پژوهشگاه ابن سینا
- بنیاد علمی و فرهنگی بوعلی سینا
- مدرسه ابن سینا
- دبیرستان ابن سینا
- دبستان ابن سینا

#### بیمارستان‌ها
- بیمارستان ابن سینا بوبینی (پاریس)
- بیمارستان سینا
- بیمارستان ابن سینا شیراز
- بیمارستان ابن سینا مشهد
- بیمارستان ابن سینا (بغداد)
- بیمارستان ابن سینا (استانبول)[۲]
- بیمارستان ابن سینا (کویت)
- بیمارستان ابن سینا (عربستان)[۳]

#### دیگر
- ایستگاه متروی ابن‌سینا
- پتروشیمی بوعلی سینا
- انتشارات ابن سینا (تهران)
- شهر کتاب ابن سینا (تهران)
- آموزشگاه خیّاطی ابن سینا (اردبیل)

### معابر
- خیابان ابن سینا (رشت)
- میدان ابن سینا (تهران)
- خیابان ابن سینا (اصفهان)
- میدان بوعلی سینا (شهرکرد)

### عوارض طبیعی
- ابن سینا (دهانه)
- قله ابن سینا
- خلیج ابن سینا

## دیگر

### آثار هنری
- بوعلی سینا (مجموعه تلویزیونی)
- حکیم (رمان)
- پزشک (فیلم ۲۰۱۳)
- چهارطاقی دانشمند ایرانی

### انتشارات
- هزارمین سالگرد زادروز ابن سینا (تمبر)

### مناسبت‌ها
- روز پزشک
- جشن هزاره ابن سینا

### جایزه‌ها
- جایزه ابن سینا
- نشان ابن‌سینا

### برنامه‌ها
- en:Avicenna Directories